# Literaturmuseum Altaussee

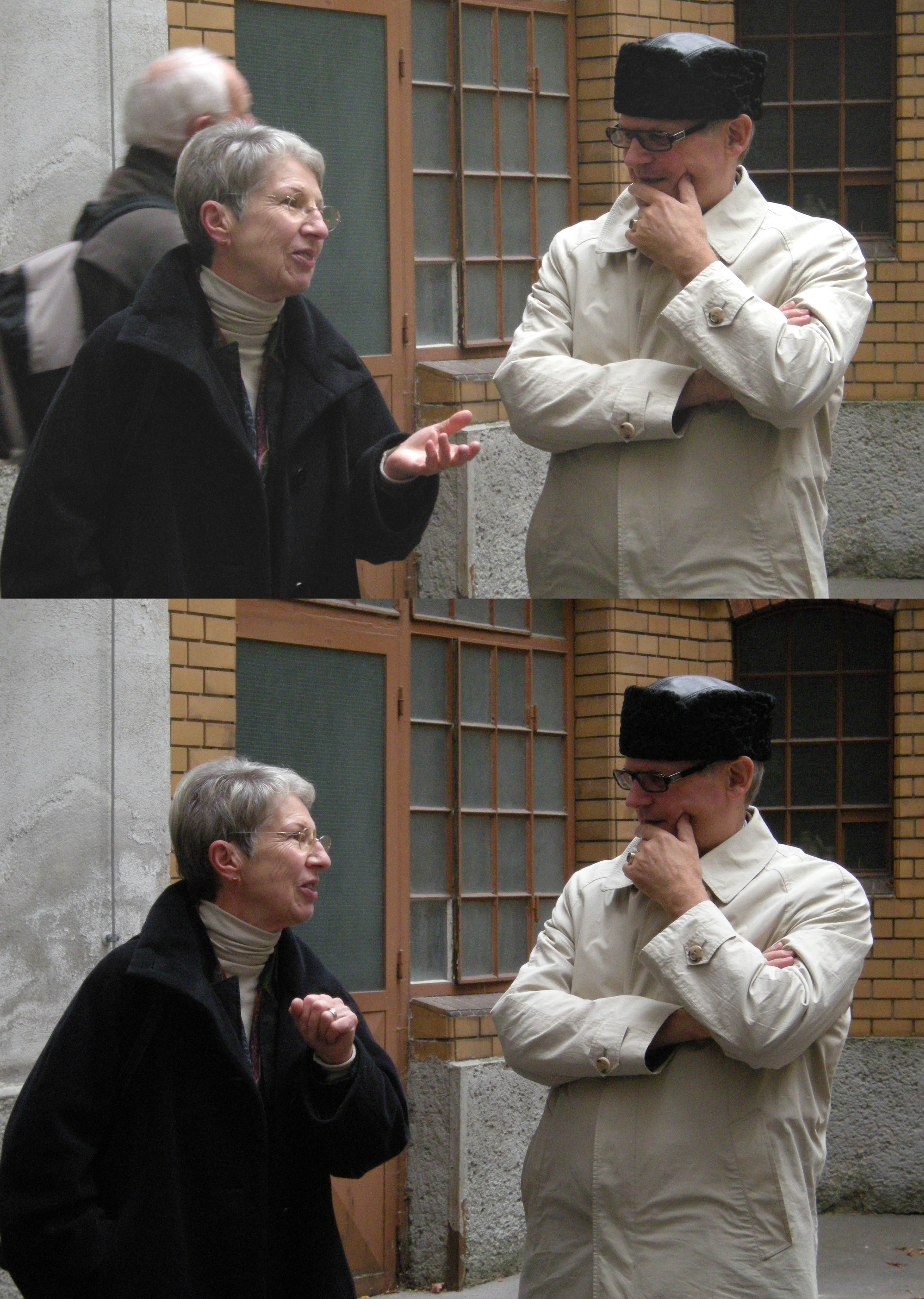
Barbara Frischmuth (links), langjährige Obfrau und Schirmherrin des Literaturmuseums Altaussee

Das Literaturmuseum Altaussee ist ein Literaturmuseum in Altaussee im Salzkammergut in Österreich. Es befindet sich im Altausseer Kur- und Amtshaus.

## Geschichte
Das Museum wurde 1970 von Alois Mayrhuber als Literatur- und Heimatmuseum gegründet. Von der Schließung bedroht, übersiedelte es im Jahr 2005, nach Intervention der Schriftstellerin Barbara Frischmuth, vom Steinberghaus (Schaubergwerk der Salzwelten Altaussee) ins Kur- und Amtshaus im Zentrum von Altaussee.

## Sammlung und Ausstellung
Der Schwerpunkt der Sammlung liegt auf Literaten, die in Altaussee gewirkt haben, wie Hugo von Hofmannsthal, Friedrich Torberg und Jakob Wassermann. Das Museum beherbergt eine permanente Ausstellung mit Text- und Bildmaterial, historischen Exponaten und Hör- und Videobeispielen. Ein Bücherflohmarkt, Buchshop, Leseraum und Literaturgarten sollen weiter zur Literaturvermittlung beitragen.

## Veranstaltungen und Stipendium
Im Sommer finden regelmäßig Lesungen zeitgenössischer Schriftsteller statt. Weiters ist das Literaturmuseum Ausgangspunkt der „LiteraTour“, eines literarischen Spaziergangs durch Altaussee.
Gemeinsam mit der Salinen Austria AG wird jährlich ein von dieser gestiftetes „Salinenstipendium“ vergeben. Die geförderten wissenschaftlichen Arbeiten sollen sich entweder mit einem historischen Thema des Ausseerlandes oder einem Literaten mit Ausseerland-Bezug auseinandersetzten.